# Meyrargueria
Meyrargueria is een geslacht van weekdieren uit de klasse van de Gastropoda (slakken).

## Soort
- Meyrargueria rasini (Girardi, 2003)